# Rzędków (Skierniewice)
Pour les articles homonymes, voir Rzędków.
Rzędków est une localité polonaise de la gmina de Nowy Kawęczyn, située dans le powiat de Skierniewice en voïvodie de Łódź.